# アディ・シャミア
アディ・シャミア（Adi Shamir、ヘブライ語: עדי שמיר、1952年7月6日 - ）は、イスラエルの暗号の研究者。ロナルド・リベスト、レオナルド・エーデルマンとともにRSA暗号を発明したことで知られる。また、ゼロ知識証明のファイゲ-フィアット-シャミア認証法でも知られ、暗号理論と計算機科学に様々な貢献をしてきた。

## 教育
テルアビブ生まれ。1973年、テルアビブ大学で数学の学士号を取得。ワイツマン科学研究所で計算機科学の修士号（1975年）と博士号（1977年）を取得した。学位論文のタイトルは "Fixed Points of Recursive Programs and their Relation in Differential Agard Calculus"。ウォーリック大学で1年間博士研究員として過ごした後、1977年から1980年にかけてMITで研究を行った。その後ワイツマン科学研究所で数学・計算機科学科で勤務。2006年からパリの高等師範学校でも教授を務めている。

## 研究
RSA暗号以外にもシャミアの暗号関連の業績として以下のものが挙げられる。
- シャミアの秘密分散法（英語版）
- Merkle-Hellmanナップサック暗号の解読
- 視覚暗号（英語版）
- TWIRL（英語版）、TWINKLE(en:TWINKLE)（素因数分解デバイス）
- ブロック暗号を解読するための差分解読法（Eli Biham との共同研究）。なお、差分解読法の手法は1970年代（DES設計時）に既知であったことが後に明らかになった（IBM[1]とNSA[2]がこれを機密扱いにしていた）。

暗号関連以外の計算機科学分野での貢献として、以下のものがある。
- 2SAT（充足可能性問題）を解く初の線形時間アルゴリズムの考案[3]。
- 計算複雑性理論の PSPACE と IP（英語版） が等価であることを示した。

## 受賞歴
- 1983年 - エルデシュ賞（英語版）（イスラエル数学会）
- 1986年 - IEEE W.R.G. Baker Award[4]
- 1992年 - ピウス11世メダル
- 1994年 - ロスチャイルド賞
- 1996年 - Paris Kanellakis Theory and Practice Award (ACM)[5]
- 2000年 - IEEE小林宏治コンピュータ&コミュニケーション賞[6]
- 2002年 - ACMチューリング賞。暗号理論に関する貢献が認められ、ロナルド・リベスト、レオナルド・エーデルマンと共同受賞[7]。
- 2008年 - イスラエル賞[8][9]
- 2009年 - 名誉博士号（ウォータールー大学）[10]
- 2012年 - グランドメダル
- 2017年 - 日本国際賞[11]
- 2024年 - ウルフ賞数学部門[12]